# Fr. Winkel Horn
Erhard Frederik Winkel Horn (født 19. juli 1845 i København, død 18. november 1898 sammesteds) var en dansk litteraturhistoriker og oversætter.
Han tog magisterkonferens i nordiske sprog 1868 og disputerede 1878 for doktorgraden med en afhandling om Peder Syv.
Winkel Horn har udfoldet en betydelig litterær virksomhed dels ved at popularisere videnskabelige resultater, for eksempel Mennesket i forhistorisk Tid (1874); Udsigt over Nordens Oldtidsminder (1883), dels ved en række litterærhistoriske skrifter, Den danske Litteraturs Historie, 1-2 (1881), biografier af Grundtvig og Holberg, dels ved oversættelser, islandske sagaer i Billeder af Livet paa Island 1-3 (1871-76) og i Nordiske Heltesagaer (1876), Saxo Grammaticus, og af en mængde engelske og franske romaner.